# Kévin Le Cunff
Kévin Le Cunff, né le 16 mars 1988 à Longjumeau, est un coureur cycliste français, professionnel entre 2017 et 2019. Il est médaillé d'or aux Jeux paralympiques sur route en 2021 et 2024.  

## Biographie
Né avec deux pieds bots, gêné par des problèmes de santé, il effectue une coupure entre 2010 et 2013 avant de reprendre la compétition en 3e catégorie en 2014. Il grimpe progressivement les échelons jusqu'à rejoindre l'équipe réserve de HP BTP-Auber 93 en 2016.
Fort de sept succès lors de la saison 2016, la structure continentale HP BTP-Auber 93 annonce, dès août, son passage chez les professionnels pour la saison suivante. Âgé de 28 ans, ce changement de statut lui permet de se libérer de son travail à l'usine pour se consacrer pleinement à sa carrière cycliste.

### Carrière professionnelle

#### Saison 2017

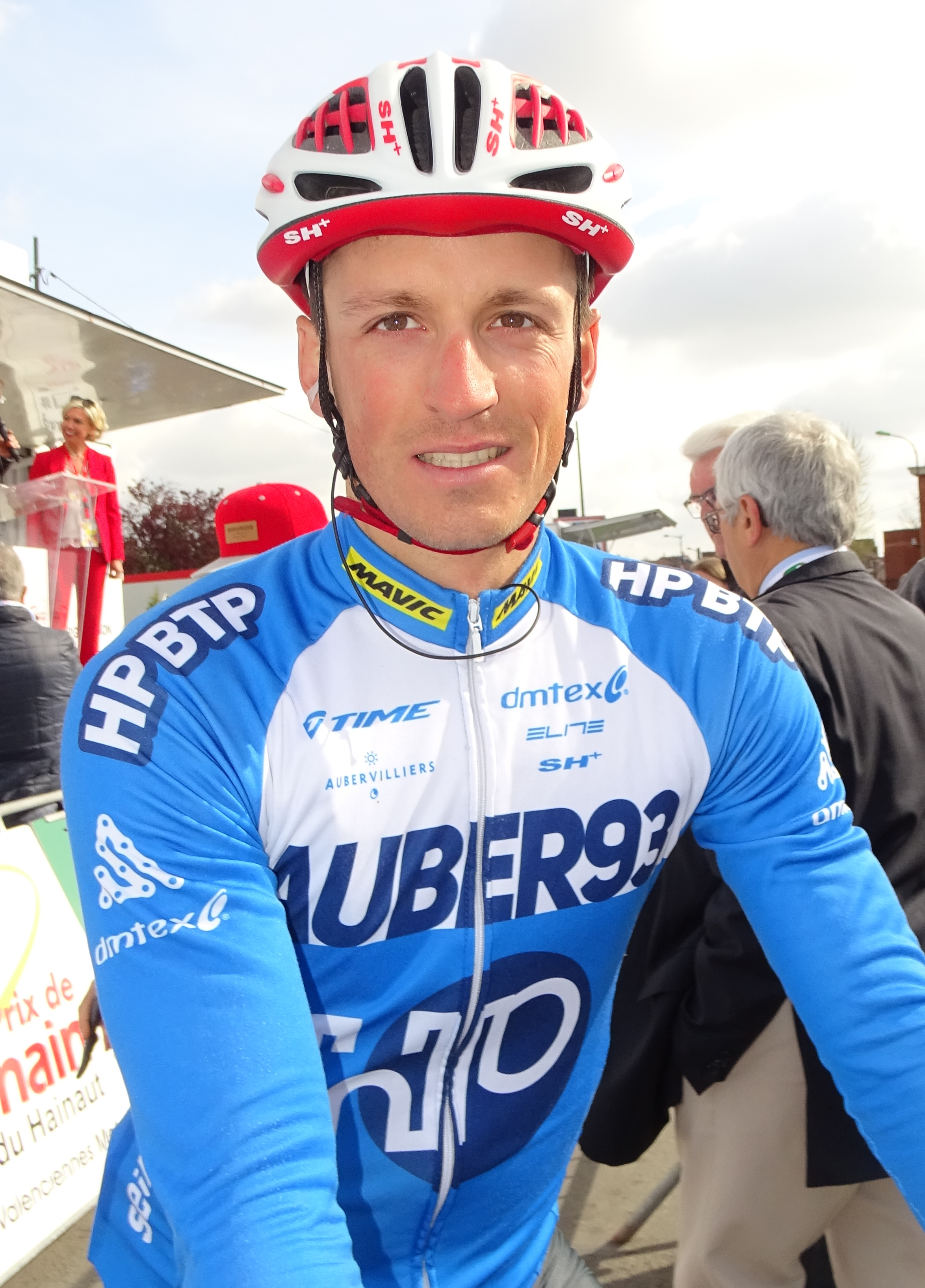
Kévin Le Cunff au Grand Prix de Denain 2017.

Kévin Le Cunff commence sa carrière professionnelle sur le Grand Prix Cycliste La Marseillaise où il prend la 34e place. Deux semaines plus tard, il s'adjuge le Trophée de l'Essor, épreuve amateur. Au mois d'avril, il prend la 9e place de Paris-Camembert, la 14e du Tour du Finistère puis la 5e du Tro Bro Leon. Il s'adjuge par la suite la 11e place au GP de Plumelec-Morbihan puis la 5e sur les Boucles de l'Aulne le lendemain. Le 8 juin, il termine 3e de la première étape de la Ronde de l'Oise, remportée par son coéquipier Flavien Dassonville. Il décroche le 23 juillet, puis le 3 septembre, deux nouveaux accessits sur des épreuves d'un jour, 13e du Grand Prix de la ville de Pérenchies et 15e du Grand Prix de Fourmies. Il obtient une nouvelle quinzième place sur le Grand Prix d'Isbergues avant de se hisser au 5e rang sur Paris-Chauny. En octobre, il conclut sa saison sur les routes du Tour de Vendée (8e), de Paris-Bourges (21e) puis de Paris-Tours (33e).

#### Saison 2018
Pour sa deuxième saison au sein de la structure francilienne, la Bretagne lui réussit de nouveau, 12e du Tour du Finistère mi-avril, 17e du Grand Prix de Plumelec-Morbihan le 26 mai avant de décrocher sa première victoire chez les professionnels le lendemain lors des Boucles de l'Aulne. Il enchaîne par les Boucles de la Mayenne et la Route d'Occitanie avec trois tops 10 à la clé. Fin juillet, il épaule Damien Touzé, vainqueur du Kreiz Breizh. Il obtient de nouveaux accessits lors de la deuxième partie de saison, sur la Polynormande (17e), des étapes du Tour Poitou-Charentes (deux tops 15), le Tour du Doubs (5e) ou encore sur la Famenne Ardenne Classic (14e).

#### Saison 2019
Kévin Le Cunff commence sa troisième saison professionnelle par une neuvième place sur le Grand Prix La Marseillaise. Il fait preuve d'une grande régularité sur les courses d'un jour françaises : 10e de la Drôme Classic, 11e de Paris-Troyes, 9e de la Classic Loire-Atlantique, 10e de la Roue Tourangelle, 11e du Tour du Finistère, 8e du Tro Bro Leon. Il se montre également à son avantage sur des courses par étapes, 16e du Tour du Jura et 18e des Quatre Jours de Dunkerque. Il échoue au pied du podium le 1er juin sur le Grand Prix de Plumelec. La semaine suivante, il termine 12e de la première étape des Boucles de la Mayenne avant d'être échappé le lendemain. Il se fait coiffer au poteau sur la dernière étape par Bryan Coquard, revenu sur lui lors des tous derniers mètres. Sa moisson de places d’honneur se poursuit lors des championnats de France (16e), du GP de la ville de Pérenchies (12e), sur la Polynormande (13e), le Tour du Doubs (13e), le Tour de Vendée (11e) et enfin Paris-Tours (17e).
Un temps en contact avec Jean-René Bernaudeau pour intégrer l'équipe continentale professionnelle Total Direct Energie, les négociations achoppent finalement fin novembre, faute de budget pour l'intégrer à l'effectif. En congé sabbatique sans solde depuis décembre 2016 de son poste de technicien dans l'aéronautique à la SNECMA, il ne se voit alors pas continuer au niveau continental avec Saint Michel-Auber 93, l'équipe faisant face à une baisse de budget et lui proposant un salaire moindre que celui auquel il peut prétendre dans le civil.

### Depuis 2020
En 2020, il décide de se tourner vers le handisport pour courir en paracyclisme. Il court en catégorie C5. En juin 2021, il est médaillé de bronze des championnats du monde de paracyclisme sur route. En août 2021, il participe aux Jeux paralympiques de Tokyo. Il se classe quatrième de la poursuite individuelle et huitième du kilomètre,. Le 3 septembre 2021, il devient champion paralympique sur la course en ligne C4-5.
Le 4 septembre 2024, il est sacré champion paralympique du contre-la-montre C4 aux Jeux paralympiques de Paris. Deux jours plus tard, il est médaillé d'argent paralympique de la course en ligne C4-5.

## Palmarès sur route
| - 2007 - Champion d'Île-de-France VTT U23 - 2009 - Champion d'Île-de-France VTT U23 - 3e du championnat d'Île-de-France de cyclo-cross espoirs - 2015 - Grand Prix d'Onjon - 2e du Grand Prix d'Aix-en-Othe - 2e du Grand Prix de Saint-Michel-de-Chavaignes - 2e du Grand Prix de Bavay - 3e de Paris-Connerré - 3e du Tour du Lot-et-Garonne - 2016 - Champion d'Île-de-France du contre-la-montre - 2e et 4e étapes du Circuit des plages vendéennes - Nocturne d'Aubervilliers - Boucles de l'Austreberthe - 2e étape du Tour des Deux-Sèvres - Challenge Mayennais : - Classement général - 2e épreuve - 2e du Circuit des plages vendéennes - 2e du Grand Prix de Montamisé - 2e du Grand Prix de Bonnétable - 3e du Prix des Grandes Ventes - 3e de Paris-Chauny - 3e du Grand Prix de Beaumont-sur-Sarthe - 2017 - Trophée de l'Essor - 2018 - Boucles de l'Aulne - 2020 - 2e du Prix de la Saint-Laurent - 3e du Grand Prix de Saint-Souplet - 2021 - Tour de Loire-Atlantique : - Classement général - 3e étape - 2e épreuve du Challenge Mayennais - 2e du Grand Prix de Saint-Michel-de-Chavaignes - 2e de Paris-Chalette-Vierzon - 3e de la Ronde du Porhoët - 2022 - 5e épreuve des Boucles du Haut-Var - 2e de La Gislard - 2e des Boucles de l'Austreberthe - 3e de la Vienne Classic - 3e du Grand Prix Gilbert-Bousquet - 3e de Paris-Chalette-Vierzon - 3e de la Classique Puisaye-Forterre | - 2023 - Prix de Serches - 2e du Grand Prix de Saint-Amand-Montrond - 3e du Grand Prix Mercedes Benz - 3e de Bourg-Arbent-Bourg - 3e du Prix des Vins Nouveaux - 2024 - Challenge des Trois Rivières - 2e étape de La Martial Gayant - Circuit de la Vallée de Tréauray - Grand Prix de Mauron - 2e du Grand Prix de la Somme - 2025 - Grand Prix Team Madras - 3e étape du Critérium des Quartiers du Lamentin - Grand Prix de la Banane : - Classement général - Prologue et 2e étape - Six Jours du Crédit Agricole : - Classement général - 2e, 3e et 5e épreuves - Grand Prix du Conseil Départemental des Îles de Guadeloupe : - Classement général - Prologue, 2e et 3e étapes - Championnat des Îles de Guadeloupe - Grand Prix de l'USL : - Classement général - 2e étape - Grand Prix de Trois-Rivières - 1re étape du Grand Prix de la Saint-Jean - Grand Prix de l'Étincelle : - Classement général - Prologue - Prologue de la Coupe Frédéric Jalton - 4ea étape du Tour de Marie-Galante - 2e du Critérium des Quartiers du Lamentin - 2e du Grand Prix de la Saint-Jean |  |

## Palmarès handisport

### Jeux paralympiques
- Jeux paralympiques d'été de 2021 à Tokyo,  Japon
  -  Médaille d'or de la course en ligne C4-5

- Jeux paralympiques d'été de 2024 à Paris,  France
  -  Médaille d'or du contre-la-montre C4
  -  Médaille d'argent de la course en ligne C4-5

### Championnats du monde de paracyclisme sur route
- Championnats du monde de paracyclisme sur route 2021 à Cascais,  Portugal
  -  Médaille de bronze de la course en ligne C4-5
- Championnats du monde de paracyclisme sur route 2022 à Baie-Comeau,  Canada
  -  Médaille d'or de la course en ligne C4-5
- Championnats du monde de paracyclisme sur route 2023 à Glasgow,  Écosse
  -  Médaille d'or de la course en ligne C4
  -  Médaille d'or du contre-la-montre C4
- Championnats du monde de paracyclisme sur route 2024 à Zurich,  Suisse
  -  Médaille d'argent du contre-la-montre C4

### Championnats du monde de paracyclisme sur piste
- Championnats du monde de paracyclisme sur piste 2023 à Glasgow,  Écosse
  -  Médaille d'or de la poursuite individuelle en catégorie C4

## Décorations
- Chevalier de la Légion d'honneur (2021)[11]
- Officier de l'ordre national du Mérite (2024)[12]

## Classements mondiaux
| Année                                 | 2016  | 2017 | 2018 | 2019 | 2020 | 2021 | 2022  | 2023 | 2024  |
| ------------------------------------- | ----- | ---- | ---- | ---- | ---- | ---- | ----- | ---- | ----- |
| Classement mondial                    | 1489e | 346e | 373e | 306e | nc   | nc   | 2288e | nc   | 1448e |
| UCI Europe Tour                       | 998e  | 165e | 195e | 251e | nc   | nc   | 1436e | nc   | nc    |
|                                       |       |      |      |      |      |      |       |      |       |
| Légende : nc = non classéSource : UCI |       |      |      |      |      |      |       |      |       |